# Duca di York
Duca di York è un titolo nobiliare che rende pari del regno britannico. Fin dal 1400 il titolo è stato conferito al maschio secondogenito dei sovrani d'Inghilterra. Dalla seconda creazione (1474), il titolo non è mai stato ereditato: i vari duchi sono morti senza discendenza maschile oppure sono diventati sovrani.
L'attuale duca di York è Andrea Mountbatten-Windsor, figlio della regina Elisabetta e di Filippo Mountbatten.

## Storia

### Duca di York

#### Prima creazione (1385)
Il titolo Duca di York fu creato per la prima volta nella Parìa d'Inghilterra nel 1385 per Edmondo Plantageneto. Suo figlio Edoardo Plantageneto, che ereditò il titolo, fu ucciso nella battaglia di Agincourt nel 1415. 
Il titolo passò al nipote di Edoardo, Riccardo, figlio di Riccardo Plantageneto, III conte di Cambridge. Il giovane Riccardo riuscì a ottenere la restaurazione del titolo, ma quando suo figlio maggiore, che ereditò il titolo, divenne re nel 1461 come Edoardo IV, il titolo si fuse nella Corona.
| Immagine                                                                                              | Nome                  | Nascita           | Consorte              | Inizio della detenzione del titolo | Morte            | Note                                                                                    | Blasone                 |
| --- | --------------------- | ----------------- | --------------------- | ---------------------------------- | ---------------- | --------------------------------------------------------------------------------------- | ----------------------- |
| | Edmondo Plantageneto  | 5 giugno 1341     | Isabella di Castiglia | 1385                               | 1º agosto 1402   | Figlio quartogenito di re Edoardo III d'Inghilterra.                                    | Stemma dei Plantageneti |
| | Edoardo Plantageneto  | 1373              | Philippa de Mohun     | 1º agosto 1402                     | 25 ottobre 1415  | Figlio di Edmondo, I duca di York. Senza discendenza.                                   | Stemma dei Plantageneti |
| | Riccardo Plantageneto | 21 settembre 1411 | Cecily Neville        | 25 ottobre 1415                    | 30 dicembre 1460 | Figlio di Riccardo conte di Cambridge (secondo figlio maschio di Edmondo duca di York). | Stemma dei Plantageneti |
| | Edoardo Plantageneto  | 28 aprile 1442    | Elisabetta Woodville  | 30 dicembre 1460                   | 9 aprile 1483    | Figlio di Riccardo, III duca di York.                                                   | Stemma dei Plantageneti |
| Edoardo Plantageneto divenne re d'Inghilterra con il nome di Edoardo IV; il titolo tornò alla Corona. |                       |                   |                       |                                    |                  |                                                                                         |                         |

#### Seconda creazione (1474)
Il titolo fu successivamente creato per Riccardo Plantageneto, I duca di York, secondo figlio di re Edoardo IV d'Inghilterra. Riccardo, dopo che lo zio Riccardo, duca di Gloucester, lo aveva alloggiato negli appartamenti reali nella torre di Londra assieme al fratello, Edoardo V d'Inghilterra, fu dichiarato figlio illegittimo ed è passato alla storia come uno dei principi nella Torre, che dopo l'estate del 1483 non furono mai più visti vivi.
| Immagine | Nome                  | Nascita        | Consorte        | Inizio della detenzione del titolo | Morte      | Note                                                                                         | Blasone            |
| -------- | --------------------- | -------------- | --------------- | ---------------------------------- | ---------- | -------------------------------------------------------------------------------------------- | ------------------ |
|          | Riccardo Plantageneto | 17 agosto 1473 | Anne de Mowbray | 1474                               | circa 1483 | Figlio secondogenito di Edoardo IV d'Inghilterra. Scomparve nel 1483 senza discendenza nota. | Stemma di Riccardo |

#### Terza creazione (1494)
La terza creazione fu per Enrico Tudor, secondo figlio del re Enrico VII d'Inghilterra. Quando suo fratello maggiore Arturo, principe di Galles, morì nel 1502, Enrico divenne l'erede apparente al trono. Quando alla fine Enrico divenne re Enrico VIII nel 1509, i suoi titoli si fusero nella corona.
| Immagine                                                                                                | Nome         | Nascita        | Consorte | Inizio della detenzione del titolo | Morte           | Note                                              | Blasone           |
| --- | ------------ | -------------- | --- | ---------------------------------- | --------------- | ------------------------------------------------- | ----------------- |
| | Enrico Tudor | 28 giugno 1491 | Caterina d'Aragona (1509-1533); Anna Bolena (1533-1536); Jane Seymour (1536-1537); Anna di Clèves (1540); Catherine Howard (1540-1541); Caterina Parr (1543-1547) | 1494                               | 28 gennaio 1547 | Figlio secondogenito di Enrico VII d'Inghilterra. | Blasone di Enrico |
| Enrico Tudor divenne re d'Inghilterra nel 1509 con il nome di Enrico VIII; il titolo tornò alla Corona. |              |                | |                                    |                 |                                                   |                   |

#### Quarta creazione (1605)
Il titolo fu creato per la quarta volta per Carlo Stuart, secondo figlio di Giacomo I Stuart. Quando suo fratello maggiore, Enrico Federico, principe di Galles, morì nel 1612, Carlo divenne l'erede apparente. Fu creato Principe di Galles nel 1616 e alla fine divenne Carlo I nel 1625 quando il titolo si unì nuovamente alla Corona.
| Immagine                                                                                            | Nome         | Nascita          | Consorte                    | Inizio della detenzione del titolo | Morte           | Note                                      | Blasone               |
| --------------------------------------------------------------------------------------------------- | ------------ | ---------------- | --------------------------- | ---------------------------------- | --------------- | ----------------------------------------- | --------------------- |
| | Carlo Stuart | 19 novembre 1600 | Enrichetta Maria di Francia | 1605                               | 30 gennaio 1649 | Figlio secondogenito di Giacomo I Stuart. | Stemma di casa Stuart |
| Carlo Stuart divenne re d'Inghilterra nel 1625 con il nome di Carlo I; il titolo tornò alla Corona. |              |                  |                             |                                    |                 |                                           |                       |

#### Quinta creazione (1644)
La quinta creazione fu a favore di Giacomo Stuart, il secondo figlio di Carlo I d'Inghilterra. Quando suo fratello maggiore, re Carlo II, morì senza eredi, Giacomo salì al trono come re Giacomo II d'Inghilterra e re Giacomo VII di Scozia, e il titolo si fuse ancora una volta nella corona.
| Immagine                                                                                   | Nome           | Nascita         | Consorte                                                 | Inizio della detenzione del titolo | Morte             | Note                                           | Blasone               |
| ------------------------------------------------------------------------------------------ | -------------- | --------------- | -------------------------------------------------------- | ---------------------------------- | ----------------- | ---------------------------------------------- | --------------------- |
|                                                                                            | Giacomo Stuart | 14 ottobre 1633 | Anna Hyde (1660-1671); Maria Beatrice d'Este (1673-1701) | 1644                               | 16 settembre 1701 | Figlio secondogenito di Carlo I d'Inghilterra. | Stemma di casa Stuart |
| Giacomo Stuart divenne Re nel 1685 con il nome di Giacomo II; il titolo tornò alla Corona. |                |                 |                                                          |                                    |                   |                                                |                       |

### Duca di York e Albany

#### Prima creazione (1716)
Durante il XVIII secolo, il doppio ducato di York e Albany fu creato tre volte nella Paria di Gran Bretagna. Il titolo fu detenuto per la prima volta dal duca Ernesto Augusto di Hannover, il fratello più giovane del re Giorgio I. 
| Immagine | Nome                        | Nascita           | Consorte | Inizio della detenzione del titolo | Morte          | Note | Blasone                    |
| -------- | --------------------------- | ----------------- | -------- | ---------------------------------- | -------------- | --- | -------------------------- |
|          | Ernesto Augusto di Hannover | 17 settembre 1674 | -        | 29 giugno 1716                     | 14 agosto 1728 | Sesto figlio maschio di Ernesto Augusto, Elettore di Hannover; fratello minore di Giorgio I di Gran Bretagna. | Blasone di Ernesto Augusto |

#### Seconda creazione (1760)
La seconda creazione del ducato di York e Albany fu per il principe Edoardo Augusto di Hannover, fratello minore di re Giorgio III. Anche lui è morto senza figli, non essendosi mai sposato. 
| Immagine | Nome                        | Nascita       | Consorte | Inizio della detenzione del titolo | Morte             | Note | Blasone                    |
| -------- | --------------------------- | ------------- | -------- | ---------------------------------- | ----------------- | --- | -------------------------- |
|          | Edoardo Augusto di Hannover | 25 marzo 1739 | -        | 1º aprile 1760                     | 17 settembre 1767 | Figlio secondogenito di Federico di Hannover, principe del Galles, nipote di re Giorgio II di Gran Bretagna, fratello minore di re Giorgio III del Regno Unito. | Blasone di Edoardo Augusto |

#### Terza creazione (1784)
La terza e ultima creazione del Ducato di York e Albany fu per il principe Federico Augusto di Hannover, secondo figlio di re Giorgio III. 
| Immagine | Nome                         | Nascita        | Consorte                     | Inizio della detenzione del titolo | Morte          | Note                                                                                   | Blasone                     |
| -------- | ---------------------------- | -------------- | ---------------------------- | ---------------------------------- | -------------- | -------------------------------------------------------------------------------------- | --------------------------- |
|          | Federico Augusto di Hannover | 16 agosto 1763 | Federica Carlotta di Prussia | 1784                               | 5 gennaio 1827 | Figlio secondogenito di Giorgio III del Regno Unito. Morì senza discendenza legittima. | Blasone di Federico Augusto |

### Duca di York

#### Sesta creazione (1892)
La regina Vittoria concesse il titolo di Duca d'Albany nel 1881 al suo quarto figlio, il principe Leopoldo di Sassonia-Coburgo-Gotha, e il titolo di Duca di York nel 1892 al nipote, il principe Giorgio. Il titolo fu ritenuto dal principe Giorgio quando divenne Principe del Galles, Duca di Cornovaglia e Duca di Rothesay sull'accessione del suo padre al trono nel 1901. Alla fine divenne re Giorgio V nel 1910 quando il titolo si unì nuovamente alla Corona.
| Immagine                                                                                           | Nome                              | Nascita       | Consorte      | Inizio della detenzione del titolo | Morte           | Note                                                 | Blasone            |
| -------------------------------------------------------------------------------------------------- | --------------------------------- | ------------- | ------------- | ---------------------------------- | --------------- | ---------------------------------------------------- | ------------------ |
| | Giorgio di Sassonia-Coburgo-Gotha | 3 giugno 1865 | Maria di Teck | 24 maggio 1892                     | 20 gennaio 1936 | Figlio secondogenito di Edoardo VII del Regno Unito. | Blasone di Giorgio |
| Giorgio divenne re del Regno Unito nel 1910 con il nome di Giorgio V; il titolo tornò alla Corona. |                                   |               |               |                                    |                 |                                                      |                    |

#### Settima creazione (1920)
La settima creazione fu per Alberto Windsor, il secondo figlio di Giorgio V del Regno Unito. Quando suo fratello maggiore, re Edoardo VIII, abdicò, Alberto salì al trono come re Giorgio VI del Regno Unito, e il titolo si fuse ancora una volta nella corona.
| Immagine                                                                                            | Nome            | Nascita          | Consorte             | Inizio della detenzione del titolo | Morte           | Note                                               | Blasone            |
| --------------------------------------------------------------------------------------------------- | --------------- | ---------------- | -------------------- | ---------------------------------- | --------------- | -------------------------------------------------- | ------------------ |
| | Alberto Windsor | 14 dicembre 1895 | Elizabeth Bowes-Lyon | 3 giugno 1920                      | 6 febbraio 1952 | Figlio secondogenito di Giorgio V del Regno Unito. | Blasone di Giorgio |
| Alberto divenne re del Regno Unito nel 1936 con il nome di Giorgio VI; il titolo tornò alla Corona. |                 |                  |                      |                                    |                 |                                                    |                    |

#### Ottava creazione (1986)
| Immagine | Nome                       | Nascita          | Consorte                         | Inizio della detenzione del titolo | Morte   | Note                                                                             | Blasone           |
| -------- | -------------------------- | ---------------- | -------------------------------- | ---------------------------------- | ------- | -------------------------------------------------------------------------------- | ----------------- |
|          | Andrea Mountbatten-Windsor | 19 febbraio 1960 | Sarah Ferguson (1986-1996, div.) | 23 luglio 1986                     | Vivente | Figlio secondogenito di Elisabetta II del Regno Unito. Senza discendenti maschi. | Blasone di Andrea |

## Futuro del titolo
Dato che il detentore attuale, Andrea, non ha discendenti maschi, è probabile che il titolo torni alla Corona alla sua morte. Il figlio secondogenito del re attuale, il principe Harry, ha un titolo differente, Duca di Sussex, perche c'è già un duca di York ancora in vita.
Un candidato per il titolo nel futuro è il principe Louis, il figlio secondogenito del principe William, ma sarà possibile solo dopo che William diverrà re.